# Sette diaconi
Nella Chiesa cristiana primitiva, i Sette diaconi della comunità di Gerusalemme sono stati scelti in modo tale da consentire agli apostoli di focalizzarsi nella preghiera e nella predicazione del Verbo e per dare risposta ai fedeli di lingua greca circa il sostentamento delle loro vedove.

## Resoconto biblico

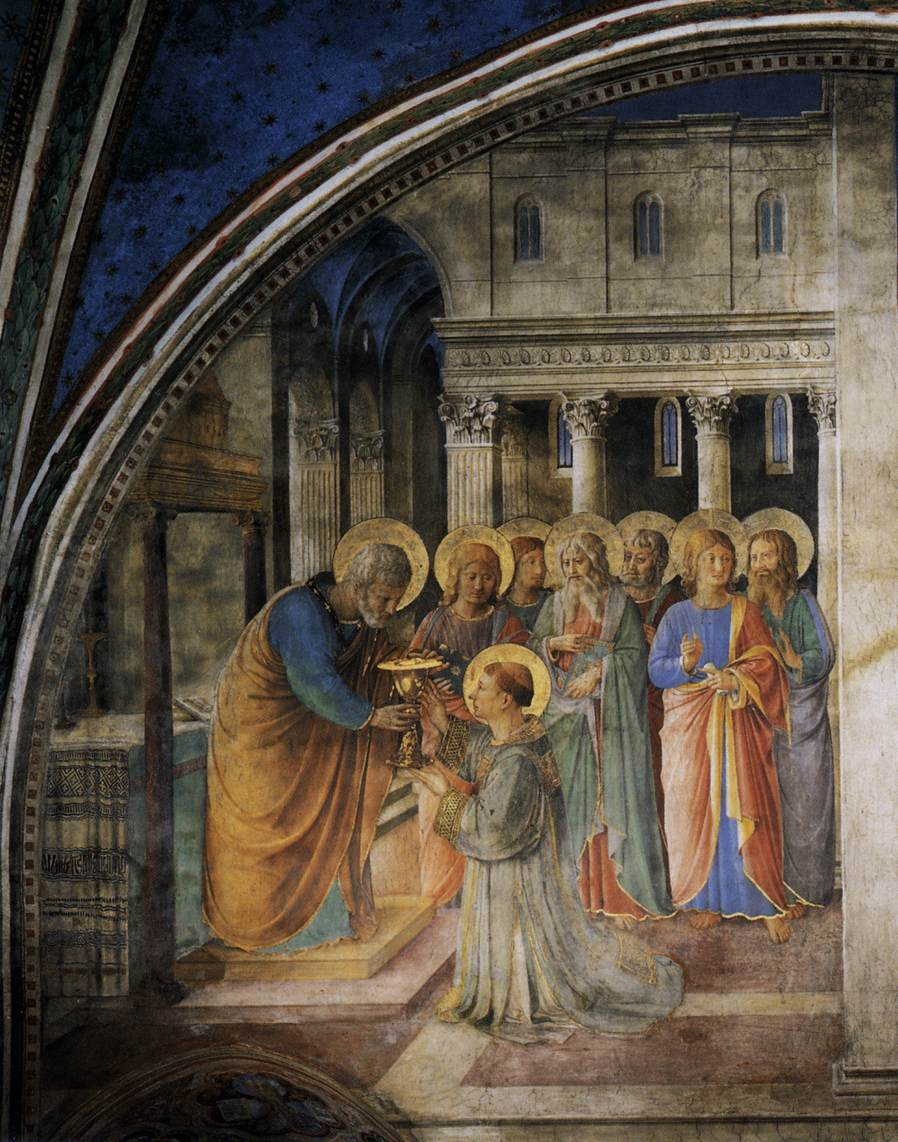
Dettaglio di un affresco nella Cappella Niccolina, opera di Beato Angelico, raffigurante San Pietro mentre consacra i Sette Diaconi. S. Stefano martire è genuflesso.

La nomina dei Sette Diaconi è descritta negli Atti degli Apostoli:
(Atti 6:1-6)
Scelti dalla comunità dei credenti, essi furono colmati di Spirito Santo, in modo analogo a quanto è riferito degli apostoli dopo la Solennità di Pentecoste.
I Sette Diaconi furono:
1. Stefano protomartire
2. Filippo, detto l'Evangelista
3. Pròcoro
4. Nicànore
5. Timòne
6. Parmenàs
7. Nicola di Antiochia.

Sebbene questi sette non siano mai chiamati "diaconi" nel Nuovo Testamento, tuttavia il loro ruolo è qualificato indirettamente (διακονειν τραπεζαις in greco), e in alcune tradizioni cristiane (cattolico-romani, ortodossi) essi sono considerati i precursori del grado diaconale, primo dei tre ordini sacri delle Chiese cristiane.
La tradizione tardiva ha stabilito che i sette diaconi facessero parte dei Settanta discepoli di Gesù, riferiti nel Vangelo di Luca 10:1, 10:17. 
Gli Atti degli Apostoli forniscono dettagli circa la vita di Filippo e Stefano: 
- Stefano viene ucciso per lapidazione dalla folla, alla presenza di Paolo di Tarso prima della sua conversione; è il primo cristiano ebreo-greco e il primo martire.
- Filippo, dopo aver predicato il Vangelo nella Samaria, convertito Simon Mago e l'eunuco della regina di Etiopia, è considerato il capostipite della Chiesa ortodossa etiope.

## Nella tradizione patristica
Secondo la tradizione patristica, Pròcoro fu il nipote di Stefano e seguace di Giovanni apostolo ed evangelista, che lo consacrò vescovo di Nicomedia di Bitinia, nell'odierna Turchia, futura città di san Pantaleone (IV sec.). A Pròcoro è attribuito lo scritto apocrifo degli Atti di Giovanni, e la sua morte sarebbe avvenuta ad Antiochia nel I secolo.

Secondo gli Annales Ecclesiastici di Cesare Baronio, Nicànore era un ebreo cipriota che fece ritorno nell'isola nativa dove fu martirizzato nel 76 d.C. Timone sarebbe un ebreo ellenizzato, che divenne predicatore e vescovo di Bosra in Siria, e fu bruciato vivo per ordine del governatore locale.
Secondo san Ippolito di Roma, dopo aver predicato in Assia Minore, Parmenàs divenne il vescovo di Soli (antica Pompeiopolis in Cilicia, che tuttavia alcuni identificano con l'omonima località di Cipro. Trasferitosi in Macedonia, fu martirizzato a Filippi nel 98 d.C. durante la persecuzione di Traiano.
Infine, gli Atti degli Apostoli riferiscono il luogo di provenienza solamente per Nicola, "proselito di Antiochia" (Atti 6:5). Sant'Ireneo di Lione, nell'opera Adversus Haereses sostiene che l'eresia nicolaita prese il nome da tale diacono. 

In Refutatio Omnium Haeresium, Ippolito afferma che la setta fu influenzata dalla vita di Nicola diacono contraddistinta dall'indifferenza per i piaceri della carne, che i nicolaisti mutarono da una rigida disciplina del corpo e dell'anima in una licenza che permetteva di cedere a qualsiasi lussuria. Gli Stromateis di Clemente alessandrino riferiscono che Nicola fu rimproverato dagli apostoli per il suo atteggiamento geloso nei riguardi della moglie, e, a seguito di tali parole, la ripudiò e disse che chiunque era libero di sposarla, in segno di mortificazione della carne. L'Enciclopedia Cattolica del 1913 ha sollevato dubbi sulla storicità di tale aneddoto.

## Culto
I Sette Diaconi sono venerati come santi dalla Chiesa Cattolica e Ortodossa, con l'appellativo di "diacono" e come appartenenti ai 70 discepoli di Gesù Cristo. 

La memoria di Santo Stefano è celebrata il 26 dicembre (il 27 nella Chiesa Ortodossa); quella di Filippo l'11 ottobre, mentre per i rimanenti cade il 28 luglio, così come la Chiesa Ortodossa greca.
La Chiesa Ortodossa d'America celebra separatamente le ricorrenze dei seguenti diaconi: Filippo (11 ottobre), Nicànore (28 dicembre), e Timone (30 dicembre).